# 許萬元
許萬元（ホ・マンウォン、朝鮮語: 허만원、1933年 - 2005年8月25日）は、日本の哲学研究者。弁証法を専門とした。元立命館大学文学部教授。

## 経歴
1933年、朝鮮済州道生まれ。東京都立朝鮮人高等学校在学中、林光徹校長にすすめられ、中央大学文学部哲学科で学ぶ。東京都立大学大学院人文科学研究科に進み、寺沢恒信教授を指導教員として指導を受ける。1968年、博士課程を修了。東京都立大学に博士論文を提出し、文学博士号を取得。東京都立大学では初めての哲学分野での文学課程博士であった。
卒業後は東京都立大学助手になる。東京都全体としては初めての在日韓国・朝鮮人からの任用となった。1983年に立命館大学へ移る。

## 人物
- 趣味は囲碁であった。
- かつての同僚に牧野紀之がいる。

## 研究内容・業績

### 弁証法
弁証法を三つの法則 (「量から質への転化、またはその逆」・「対立物の相互浸透」・「否定の否定」)に集約する見方（唯物弁証法）や正反合の図式を批判し、弁証法の本質論として、内在主義・歴史主義・総体主義の三位一体論を提起した。
許萬元の弁証法の理論には次のような特徴がある。
1 弁証法の三大特色
ヘーゲルが弁証法の創始者としてゼノン・ヘラクレイトス・プラトンをあげていること（『哲学史講義』）に着目して、ヘーゲルは出自の異なる三つの弁証法（内在的弁証法・生成の弁証法・総体性の弁証法）を一つに統一したと考え、弁証法の三大特色として、内在主義・歴史主義・総体主義を指摘した。
内在主義とは対象を自己運動として把握すること、歴史主義とは過程・否定性に真理をみること、総体主義とは有機的体系・肯定性に真理をみることである。三つの特色はヘーゲルにもマルクスにも共通するが、内容は異なっている。
2 弁証法の二大機能
「論理的なものの三側面｣の規定（ヘーゲル『小論理学』）に着目して、弁証法の二大機能として、理性の否定作用と理性の肯定作用を指摘した。理性の否定作用が歴史主義の原理である。また、理性の肯定作用が総体性の原理である。
3 矛盾論
概念の自己運動と矛盾の同等性を主張し、矛盾に2種類あることを指摘した。否定的理性の必然性にもとづく「闘争矛盾」と肯定的理性の必然性にもとづく「調和矛盾」である。
4 ヘーゲルとマルクスの弁証法の違い　
ヘーゲルとマルクスの弁証法の違いは、観念論か唯物論かという前提だけでなく、内的な構造にも違いがあることを指摘した。前提の違いは、内在主義の内容の違いに対応する。内的構造の違いは、歴史主義と総体主義の統一の仕方の違いに対応する。
ヘーゲル弁証法の統一構造は、「論理的なものの三側面」に示され、「絶対的総体主義にもとづく歴史主義」である。これに対して、マルクスの弁証法は「絶対的歴史主義にもとづく総体主義」である。
5 即かつ対自的考察法　
「即自→対自」の論理には、存在の潜在態と顕在態という存在論的意味だけでなく、対象の内在的考察という認識論的意味があることを指摘した。即かつ対自的考察法は、弁証法における学的認識の重要な特徴である。これが、レーニンの「認識論としての弁証法」という問題を解く鍵である。
6 概念の自己運動
概念の自己運動は、現実の動的・必然的性格と対応する。これは、ヘーゲルにおいてではなく、反映論的同一性の立場に立つ唯物論において、はじめて実現されると指摘した。

## 著作
- 主著は『弁証法の理論』（創風社　上下巻　1988年。ISBN 4915659178）。上（ヘーゲル弁証法の本質）では、ヘーゲル、エンゲルス、マルクスの弁証法がとりあげられている。また、下（認識論としての弁証法）では、レーニンや見田石介・松村一人・武市健人の弁証法の理論が検討されている。

- 『増補版 ヘーゲルにおける現実性と概念的把握の論理』（大月書店、ISBN 4-272-43034-3、1988/01/21）初版は1968年